# Сюняєв Рашид Алійович
Рашид Алійович Сюняєв (1 березня 1943) — радянський і російський астрофізик, член-кореспондент АН СРСР (1984), дійсний член РАН (1992).

## Наукова біографія
Родився в Ташкенті в татарській родині, що походила з Мордовії. У 1966 закінчив Московський фізико-технічний інститут, в 1966—1968 навчався в аспірантурі того ж інституту під керівництвом Якова Зельдовича. У 1968—1974 працював в Інституті прикладної математики АН СРСР. З 1974 в Інституті космічних досліджень АН СРСР (завідувач відділом астрофізики високих енергій). Доктор фізико-математичних наук (1973), професор.
Основні наукові роботи відносяться до астрофізики високих енергій, космології, теорії фонового випромінювання Всесвіту, фізики міжгалактичної середовища. Виконав цикл робіт, присвячених дослідженню взаємодії випромінювання і плазми в екстремальних астрофізичних умовах: в ранньому Всесвіті, компактних джерелах рентгенівського випромінювання, ядрах галактик і квазарах. Запропонував методи пошуку і ототожнення чорних дір і нейтронних зірок, випромінюючих за рахунок акреції речовини. Спільно з М. І. Шакурою розробив теорію дискової акреції на релятивістські зірки. Спільно з Ю. Н. Гнєдіним передбачив існування циклотронних ліній у спектрі випромінювання рентгенівських пульсарів — нейтронних зірок з сильними магнітними полями. У роботах, присвячених дослідженню взаємодії випромінювання і речовини в надсильних магнітних полях, розглянув формування діаграми спрямованості випромінювання гарячої плями поблизу магнітних полюсів нейтронної зірки, розрахував поляризацію вихідного випромінювання та його спектр. Запропонував моделі формування імпульсів рентгенівських пульсарів, розглянув поширення фронту термоядерного горіння на поверхні нейтронних зірок (у зв'язку з теорією джерел рентгенівських сплесків). Спільно з В. М. Лютим і А. М. Черепащуком запропонував оптичні методи пошуку подвійних рентгенівських систем і дав інтерпретацію спостережень регулярної оптичної змінності цих об'єктів. Розглянув взаємодію рентгенівського випромінювання з атмосферою нормальної зірки — випаровування речовини з її поверхні, відбиття рентгенівських променів, нагрівання атмосфери, що приводить до появи на поверхні зірки гарячої плями. Спільно з Зельдовичем і В. Г. Куртом розрахував кінетику рекомбінації водню у Всесвіті, показав, що відхилення цього процесу від рівноважного призводять до важливих астрофізичних наслідків. Спільно з Зельдовичем передбачив зниження яскравистої температури реліктового випромінювання в напрямках на скупчення галактик внаслідок взаємодії низькочастотних фотонів з гарячим міжгалактичним газом (ефект Сюняєва-Зельдовича). Цей ефект дозволяє визначити розмір хмари газу, відстань до хмари і швидкість його руху щодо фонового випромінювання, що в свою чергу дає можливість визначення сталої Габбла і віку Всесвіту. Сюняєв запропонував (1984) метод діагностики гарячого газу в скупченнях галактик і залишках спалахів наднових за спостереженнями в міліметрових лініях переходів між підрівнями надтонкої структури воднево- й літіє-подібних іонів важких елементів.
Працював також в галузі експериментальної рентгенівської та гамма-астрономії. Керував радянсько-французьким експериментом з дослідження космічних гамма-сплесків на супутнику «Прогноз-9» і проведеним на борту орбітальної станції «Салют-7» експериментом з вивчення жорсткого рентгенівського випромінювання компактних галактичних джерел. Сюняєв брав участь у важливих дослідженнях раннього всесвіту, включаючи дослідження з рекомбінації водню у Всесвіті і виникненню кутових флуктуацій реліктового випромінювання. Він очолював команду, яка проводила спостереження приладами на модулі «Квант», що входив до складу орбітальної станції «Мир». За допомогою цього модуля в 1987 було вперше зафіксовано жорстке рентгенівське випромінювання від наднової, пов'язане з розпадом синтезованого при загибелі зірки радіоактивного нікелю, що перетворюється в радіоактивний кобальт і потім в залізо. Його група в Інституті космічних досліджень відповідала за астрофізичні спостереження з супутників Гранат і ІНТЕГРАЛ, займалася підготовкою міжнародного астрофізичного проекту Спектр-Рентген-Гамма. В Інституті Астрофізики Товариства імені Макса Планка він працює в області теоретичної астрофізики високих енергій та фізичної космології, а також бере участь в інтерпретації даних космічного апарата Європейського космічного агентства (ESA) «Планк».

## Політичні погляди
Підписав відкритого листа російських науковців та наукових журналістів проти Російського вторгнення в Україну 2022 року.

## Нагороди
- Премія Бруно Россі Американського астрономічного товариства (1988)
- Премія з фундаментальних наук Міжнародної академії астронавтики (1990)
- Меморіальна наукова премія ім. Джона Ліндсея Космічного центру ім. Годдарда (Goddard Space Flight Center), НАСА, США (1991)
- Робінсонівска премія з космології Університету Ньюкасла (англ.) рос., Велика Британія (1995)
- Золота медаль Королівського астрономічного товариства (1995)
- Золота медаль сера Мессі Королівського товариства і КОСПАР (1998)
- Золота медаль Кетрін Брюс Тихоокеанського астрономічного товариства (2000)
- Державна премія Російської Федерації з науки і технологій 2000 за дослідження чорних дір і нейтронних зірок за допомогою рентгено- і гамма- променевої астрофізичної обсерваторії «GRANAT» в 1990—1998 роках
- Премія ім. А. А. Фрідмана РАН 2002 за серію робіт «Ефект пониження яскравості реліктового випромінювання в напрямі на скупчення галактик»
- Премія Денні Гайнемана з астрофізики від Американського інституту фізики і Американського астрономічного товариства (2003)
- Премія Грубера з космології і золота медаль Фонду П. Грубера і Міжнародного астрономічного союзу (2003)
- Головна премія видавництва МАИК-НАУКА за публікації в галузі фізики і математики (2007)
- Премія Крафорда з астрономії Королівської академії наук Швеції (2008)
- Медаль Карла Шварцшильда (вища нагорода Астрономічного товариства Німеччини) (2008)
- Премія Генрі Норріса Рассела (вища відзнака Американського астрономічного товариства) (2008)
- Міжнародна Наукова Премія (Фізика) ім. Короля Файсала (2009)
- Премія Кіото (2011)
- Медаль Бенджаміна Франкліна з фізики за «фундаментальний внесок у розуміння ранньої Всесвіту і властивостей чорних дір» (2012)

## Членство в академіях
- Член-кореспондент АН СРСР (1984)
- Дійсний член РАН (1992)
- Іноземний член Національної академії наук США (1991)
- Член Міжнародної академії астронавтики (1986)
- Член Академії наук Європи (1990)
- Почесний член Американської академії наук і мистецтв, Бостон (1992)
- Почесний академік Академії Наук Республіки Татарстан (1995)
- Член Товариства імені Макса Планка (1995)
- Член Німецької академії природничих наук «Леопольдина» (2003)
- Член Королівської академії наук і мистецтв Нідерландів (2004)
- Іноземний член Королівського Товариства, Велика Британія (2009) [10]

## Членство в наукових товариствах
- Член Міжнародного Астрономічного Союзу (1986).
- Віце-президент КОСПАР (Комісії з космічних досліджень Міжнародного Союзу Наукових Союзів) (1988—1994).
- Почесний член Американського астрономічного товариства (1990).
- Член Європейського астрономічного товариства (1991)
- Віце-президент Європейського астрономічного товариства (1991—1993)
- Член Американського фізичного товариства (1993)
- Іноземний член Королівського астрономічного товариства Великої Британії (1994)
- Іноземний член Американського філософського товариства, Філадельфія (2007)

## Виноски
1. ↑  Gregersen E. Encyclopædia Britannica
2. ↑  Deutsche Nationalbibliothek Record #114305862 // Gemeinsame Normdatei — 2012—2016.
3. ↑  https://zhitely.info/moskva
4. ↑  https://www.leopoldina.org/fileadmin/redaktion/Mitglieder/CV_Sunyaev_Rashid_EN.pdf
5. ↑  NNDB — 2002.
6. ↑  https://www.amacad.org/person/rashid-sunyaev
7. ↑  https://www.knaw.nl/leden/sunyaev
8. ↑  www.ae-info.org
9. ↑  Sunyaev RA, Zel'dovich YB (1969). The interaction of matter and radiation in a hot-model universe. Astrophys. Space Sci. 4 (3): 301—16.
10. ↑  Sunyaev RA, Zel'dovich YB (1970). Small-scale fluctuations of relic radiation. Astrophys. Space Sci. 7 (1): 3—19.{{cite journal}}:  Обслуговування CS1: Сторінки з параметром url-status, але без параметра archive-url (посилання)
11. ↑  Sunyaev RA, Zel'dovich YB (1972). The observations of relic radiation as a test of the nature of X-ray radiation from the clusters of galaxies. Comm. Astrophys. Space Phys. 4: 173.
12. ↑  Sunyaev RA, Zel'dovich YB (1980). Microwave background radiation as a probe of the contemporary structure and history of the universe. Ann. Rev. Astron. Astrophys. 18: 537—60.
13. ↑  Открытое письмо российских ученых и научных журналистов против войны с Украиной
14. ↑  База даних малих космічних тіл JPL: Сюняєв Рашид Алійович (англ.) .